# Терми Варвари (Трір)

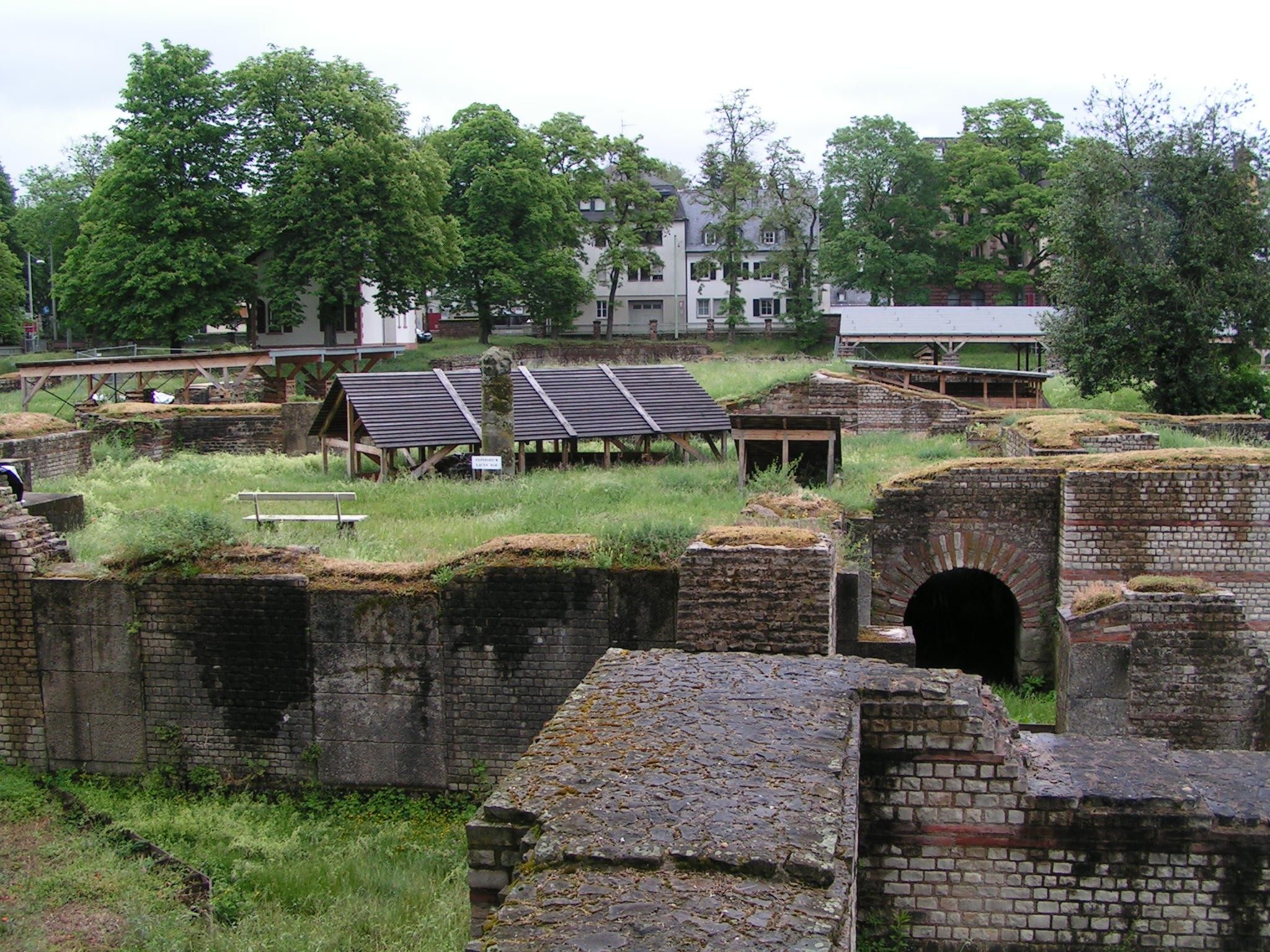
Терми Варвари 2007 року

49°45′00″ пн. ш. 6°37′49″ сх. д. / 49.75° пн. ш. 6.63028° сх. д.
Терми Варвари (нім. Barbarathermen) — давньоримські терми у місті Трір (лат. Augusta Treverorum), пам'ятка архітектури. Збудовані у другій половині 2-го ст. н. е. (149—201 роки).
Найбільші давньоримські терми на північ від Альп. Є складовою частиною Світової спадщини ЮНЕСКО.